# Flügelmaschine
Die Flügelmaschine (auch Getreidemäher, englisch 'self-rake reaper'), eine (von Pferden oder Ochsen gezogenen) Erntemaschine für die Getreideernte war die Vorstufe des Selbstbinders (Mähbinders) bzw. des Mähdreschers. Die umlaufenden Flügel sorgten dafür, dass das geschnittene Getreide nicht nach vorn in die Bewegungsrichtung, sondern nach hinten fiel. Gleichzeitig wurde dabei das Getreide in Portionen abgelegt. Nachlaufende Erntehelfer, meist Frauen, mussten dann noch die Garben bündeln, binden und aufstellen. Diese Technik entstand um 1840 in den USA und wurde in Deutschland je nach Region bis in die 1960er Jahre eingesetzt.

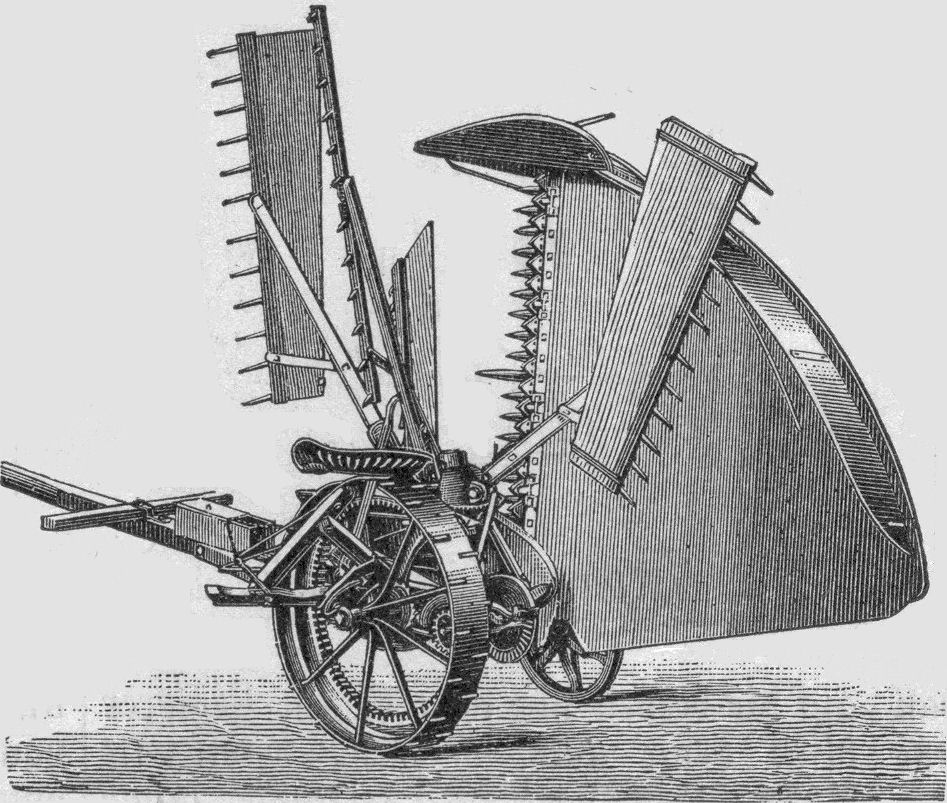
Getreidemäher „New Reaper“
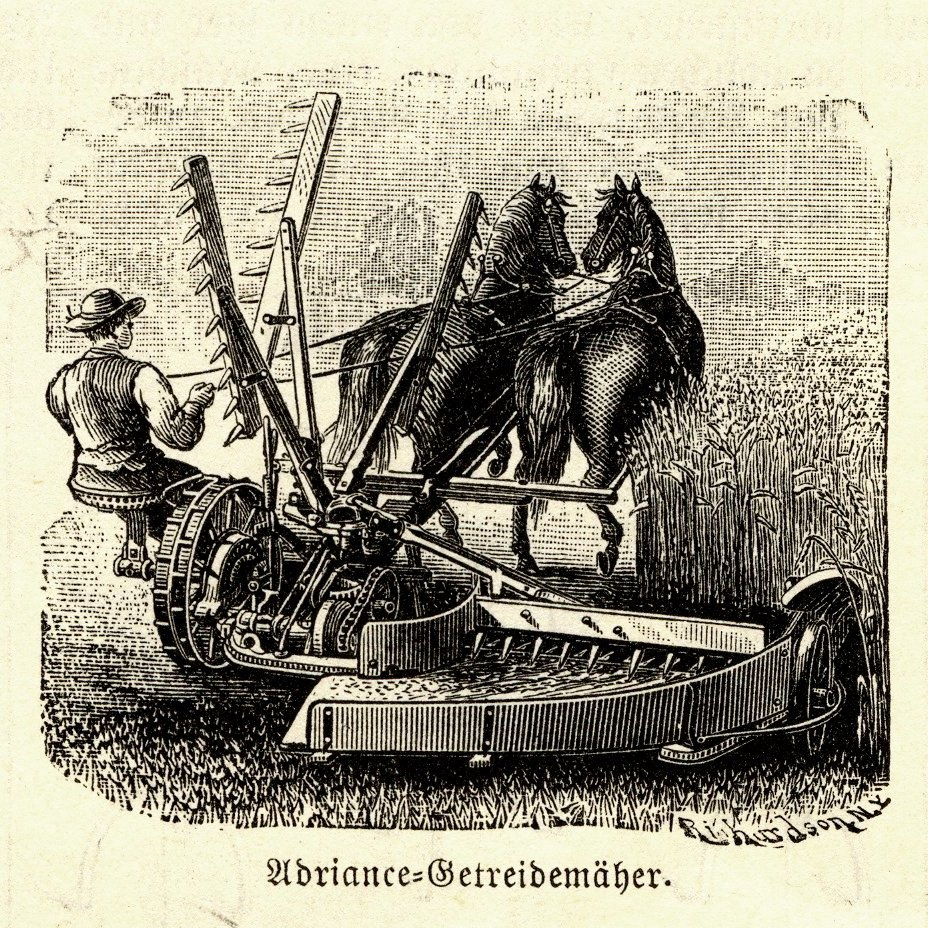
„Adriance-Getreidemäher“
Getreidemäher (Flügelmaschine) von McCormick Deutschland (1936)
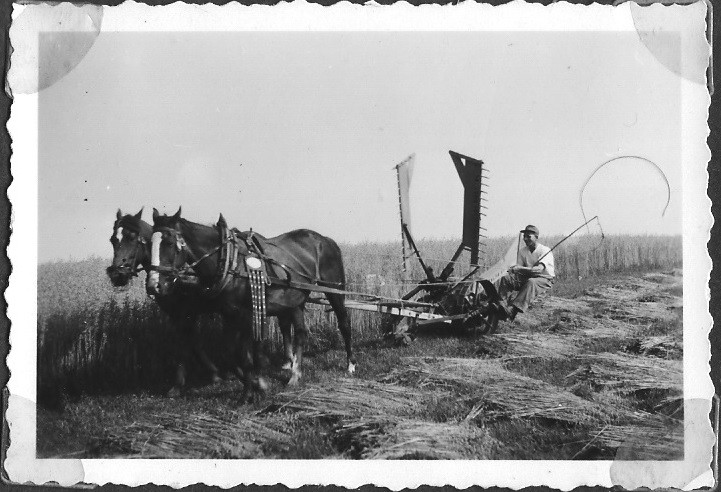
Getreideernte in Thüringen – ca. 1950

## Geschichte
Im Jahr 1834 wurde der Virginia_Reaper patentiert, nachdem 1831 der 22-jährige Cyrus McCormick einen Getreide-Garben-Mäher (Reaper) entwickelt hatte. Die Werkstatt zog 1847 nach Chicago und lieferte bereits 1849 über 1500 Exemplare aus. 1851 wurde diese Mähmaschine auf der ersten Weltausstellung in London gezeigt. In Hamburg führte Cyrus McCormick seinen Getreidemäher im Jahr 1863 vor. In Neuss wurde 1908 die International Harvester Company m.b.H Neuss gegründet. 1997 wurde dieses Werk geschlossen und anschließend abgerissen. 

„Mäher und Binder, die ureigenste Erfindung C.H.McCormicks, wurden in Neuss von 1910 bis 1961 in über 472.000 Einheiten gebaut. Während Grasmäher und Binder bis 1961 gebaut wurden, lief die Produktion von reinen Getreidemähern (ohne Garbenbindung) in den 1940er Jahren aus.“